# Ourasphaira
Ourasphaira es un género extinto de hongo hallado en mayo de 2019 en el Ártico canadiense por un grupo de paleontólogos. 
Era un hongo microscópico con capacidad de formar estructuras pluricelulares y con células que poseen un flagelo opistoconto. Las paredes celulares y esporas contenían quitina bien conservada, una característica que distingue a los hongos de cualquier otro organismo.
Vivió hace (1000 Ma) millones de años, lo que supone que los hongos formen un reino antiguo junto con las plantas y algas (Archaeplastida). Los fósiles más antiguos de hongos que se conocían databan del Ediacárico y el Cámbrico, pero el descubrimiento de este hongo hace extender el registro fósil de los hongos hasta el Mesoproterozoico. Según los relojes moleculares los hongos se habrían originado aproximadamente en este periodo geológico (1789 Ma), cuando se produjo la separación de Fungi con su grupo hermano Cristidiscoidea.
El descubrimiento de Ourasphaira al ser un hongo y por tanto un opistoconto también tiene implicaciones en el origen de otros opistocontos como los animales.